# Téctamo
Texto baseado em Diodoro Sículo
Téctamo, na mitologia grega, é um filho de Doro, filho de Heleno, filho de Deucalião, que se tornou rei de Creta.
Téctamo chegou em Creta com um grupo de eólios e pelasgos, tornou-se rei e se casou com uma filha de Creteu, com quem teve o filho Astério.
A migração liderada por Téctamo foi a terceira ocorrida em Creta:
- o primeiro grupo de habitantes, eteocretenses, era de autóctones.[2]
- o segundo grupo, várias gerações depois, era de pelasgos[2]
- o terceiro grupo, os dórios, foram liderados por Téctamo.[3] A maior parte deste grupo veio da região do Olimpo, e outra parte era composta de aqueus da Lacônia[3]
- a quarta migração, que se misturou com os cretenses, era uma coleção heterogênea de bárbaros, que adoraram a língua dos gregos[3]